# Les Vendanges (film)
Pour les articles homonymes, voir Les Vendanges.
Pour plus de détails, voir Fiche technique et Distribution.
Les Vendanges (The Vintage) est un film dramatique américain réalisé par Jeffrey Hayden, sorti en 1957.

## Fiche technique
- Titre original : The Vintage
- Titre français : Les Vendanges
- Réalisation : Jeffrey Hayden
- Scénario : Michael Blankfort d'après le roman de Ursula Keir
- Photographie : Joseph Ruttenberg
- Musique : David Raksin
- Montage : Ben Lewis
- Pays de production :  États-Unis
- Genre : Film dramatique, Film policier
- Dates de sortie : 
  - États-Unis : 8 mai 1957 (New York City, New York)
  - France : 13 septembre 1957
  - RFA : 21 février 1958

## Distribution
- Pier Angeli : Lucienne
- Mel Ferrer : Giancarlo Barandero
- John Kerr : Ernesto Barandero
- Michèle Morgan : Léone Morel
- Theodore Bikel : Eduardo Uribari
- Leif Erickson : Louis Morel
- Jack Mullaney : Etienne Morel
- Joe Verdi : Oncle Ton Ton
- Parmi les acteurs non crédités :
- Yves Thomas : Umberto
- Amédée : Père Marius
- Georgette Anys : Marie Morel
- Robert Dalban : Inspecteur de police Grimaud
- Hubert de Lapparent : Berger
- Daniel Goldenberg : Filiberto
- Jess Hahn : André Morel
- Héléna Manson : Eugénie
- Jacques Marin : Cousin
- Marcel Pérès : Heriberto
- Percy Helton : Voix du berger
- Paul Faivre